# کفر مشکی
کفر مشکی (به عربی: كفر مشكي) یک منطقهٔ مسکونی در لبنان است که در شهرستان راشیا واقع شده‌است.